# Ward of Clett

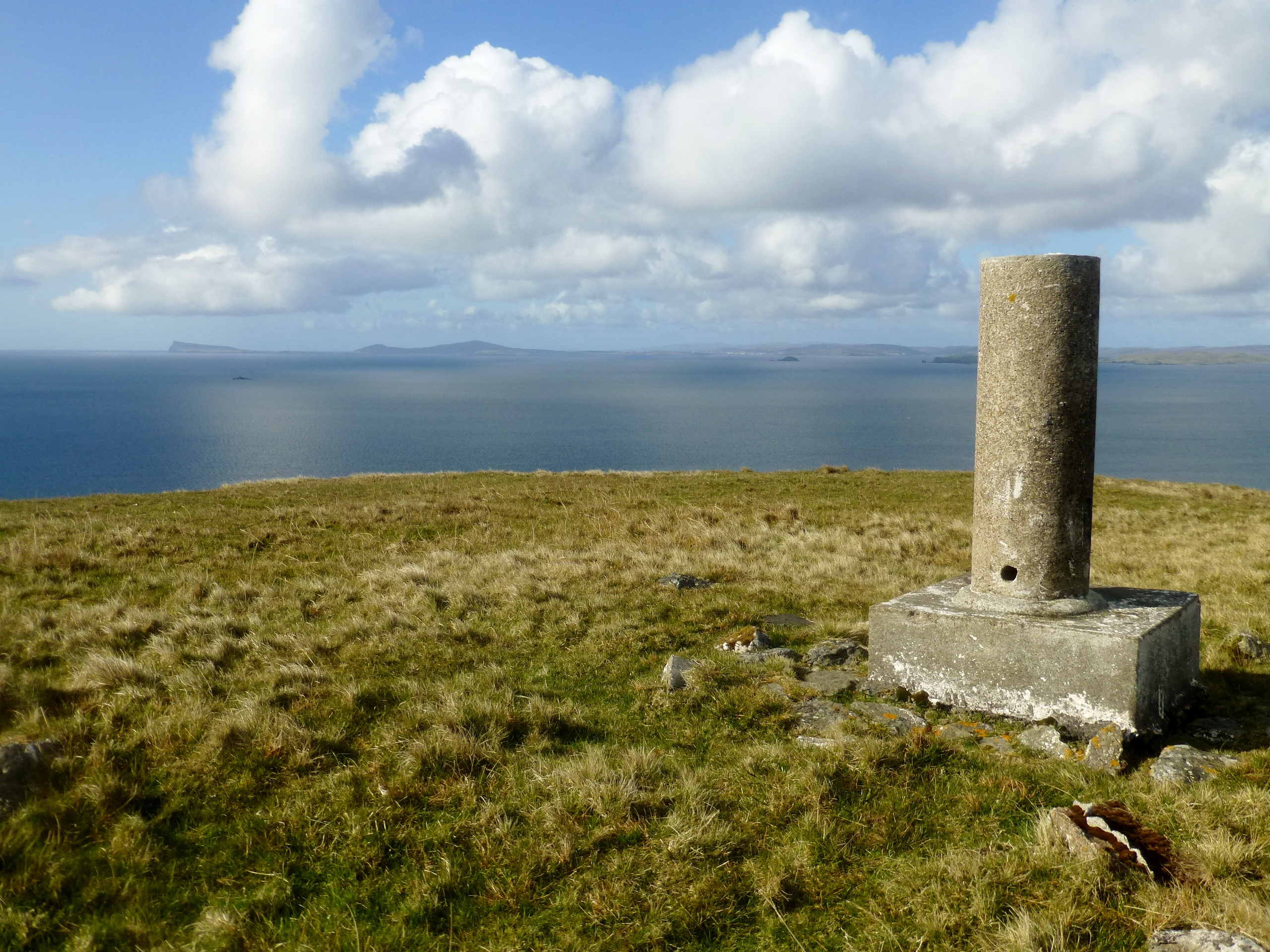
Blick vom Gipfel nach Süden mit dem Vermessungspfeiler. Links im Hintergrund die markante Klippe des Noss Head.

Der Ward of Clett ist ein Berg im Süden der zu den schottischen Shetlands zählenden Insel Whalsay, mit einer Höhe von 119 Metern markiert er zugleich deren höchsten Punkt. Er liegt etwa anderthalb Kilometer südöstlich von Symbister, dem Hauptort der Insel. Zu seinen Füßen liegen im Westen die Ortschaft Clate, außerdem im Norden mit dem Bu Water sowie im Nordosten mit dem Loch of Huxter zwei Seen. Auf dem Gipfel befinden sich ein trigonometrischer Punkt, markiert durch einen Vermessungspfeiler vom Typ Vanessa, sowie die baulichen Überreste einer Radarstation der Chain Home Low aus der Zeit des Zweiten Weltkrieges.